# Броварская, Зинаида Ивановна
Зинаида Ивановна Броварская (31 августа 1916, станция Одесса-Дачная — 18 февраля 2005, Минск) — советская и белорусская актриса театра и кино, режиссёр, педагог, народная артистка Белорусской ССР (1967).

## Биография
В 1937 г. окончила Государственный институт театрального искусства имени А. В. Луначарского (ГИТИС). Ученица М. Тарханова, Н. Плотникова, Е. Телешева. Сразу после окончания института переехала с мужем Оскаром Гаутманом, назначенным директором оперного театра, в Минск.
Дебютировала на сцене Белорусского театра юного зрителя имени Н. Крупской.
С 1938 г. до начала Великой Отечественной войны служила в 1-м Белорусском государственном драматическом театре в Минске (ныне — Национальный академический театр имени Янки Купалы). В 1941—1950 гг. — актриса московского фронтового театра «Огонёк», театров Ашхабада, Пензы, Куйбышева.
После окончания войны до смерти в 2005 вновь выступала на сцене театра имени Янки Купалы в Минске, где сыграла около 100 ролей.
Кроме театра выступала на Белорусском радио.
Как театральный режиссёр поставила более 40 спектаклей. Среди них: «Страна Мурлындия» (1967 г.), «Мафин и его славная корчменка» по Э. Хогарт (1970 г.), «Война под крышами» по А. Адамовичу (1978 г.) и др.
В 1953—1955 и 1967—1988 гг. преподавала в Белорусском театрально-художественном институте (ныне Белорусская государственная академия искусств).
В 2001 году награждена Почётной грамотой Национального собрания Республики Беларусь за большой вклад в развитие белорусского театрального искусства и активное участие в общественной и культурной жизни Республики Беларусь.

## Избранные театральные роли
- Мать — Андрей Макаёнок «Затюканный апостол»;
- Зелкина — Кондрат Крапива «Кто смеется последним»;
- Эржи — Иштван Эркень «Игра с кошкой».

## Фильмография
- 1954 — Кто смеётся последним? — Зина Зёлкина
- 1957 — Наши соседи — Зинаида Ивановна
- 1958 — Часы остановились в полночь — фрау фон Кауниц
- 1967 — Рядом с вами — Надежда Петровна
- 1970 — Крах (телевизионный фильм) — императрица Александра Фёдоровна
- 1973 — Аннушка (в составе киноальманаха «Красный агат»
- 1987 — Последний день матриархата — Марина Николаевна